# Culto à personalidade de Xi Jinping

Retrato de Xi em Pequim, setembro de 2015

Um culto à personalidade vem se desenvolvendo em torno de Xi Jinping desde que se tornou o secretário-geral do Partido Comunista Chinês e líder supremo da China em 2012.

## Fundo
Depois que Deng Xiaoping iniciou as reformas econômicas e introduziu o conceito de liderança coletiva no final dos anos 1970, não havia mais um culto à personalidade. Quando Xi chegou ao poder em 2012, ele começou a centralizar poder e abriu caminho para um culto à personalidade.
O Partido Comunista Chinês negou que houvesse qualquer culto à personalidade de Xi Jinping. Xie Chuntao, diretor do departamento acadêmico da Escola Central do Partido, afirmou que o “respeito e amor” que os chineses comuns sentiam por Xi era “natural” e “sincero” e não possuia semelhanças com um culto à personalidade.

## Características
Desde que Xi Jinping assumiu o poder em 2012, livros, desenhos animados, canções e coreografias honraram seu governo. Em 2017, o governo local da província de Jiangxi disse aos cristãos para substituir suas fotos de Jesus por fotos de Xi.
A ideologia política que leva seu nome, Pensamento de Xi Jinping, foi consagrada na constituição do PCC no 19º Congresso Nacional em outubro de 2017 e na constituição em 2018. A CCTV também mostrou membros do Congresso Nacional do Povo "chorando de felicidade" por causa da reeleição de Xi Jinping como presidente em 2018.
Ex-prisioneiros nos campos de internamento de Xinjiang alegaram que foram forçados a agradecer ao líder cantando "Viva Xi Jinping".